# 新疆生产建设兵团第七师一二三团
新疆生产建设兵团第七师一二三团是中华人民共和国新疆生产建设兵团第七师下辖的一个团。

## 行政区划
新疆生产建设兵团第七师一二三团下辖以下单位：
团部、一连、二连、三连、四连、五连、六连、八连、九连、十连、十一连、十二连、十三连、十四连、十五连、十六连、十七连、十八连、十九连、二十一连和试验站生活区。